# جوردي مورغان
جوردي مورغان هو صحفي كندي، ولد في 27 سبتمبر 1958.